# Tuffi ai campionati europei di nuoto 2014 - Trampolino 3 metri sincro femminile
La competizione di tuffi dal trampolino 3 metri sincro femminile dei campionati europei di nuoto 2014 si è svolta in due fasi. Il turno eliminatorio, a cui hanno partecipato 9 coppie di atlete, si è svolto la mattina del 23 agosto. Le migliori otto hanno gareggiato per le medaglie nella finale che si è tenuta nel pomeriggio dello stesso giorno.

## Medaglie
| Posizione | Atleta                           | Paese    |
| --------- | -------------------------------- | -------- |
| Oro       | Tania Cagnotto Francesca Dallapé | Italia   |
| Argento   | Tina Punzel Nora Subschinski     | Germania |
| Bronzo    | Olena Fedorova Hanna Pysmenska   | Ucraina  |

## Risultati
In verde sono indicate le atlete ammesse alla finale.
| Pos. | Atlete                           | Nazionalità   | Eliminatorie | Eliminatorie | Finale | Finale |
| Pos. | Atlete                           | Nazionalità   | Punti        | Pos.         | Punti  | Pos.   |
| ---- | -------------------------------- | ------------- | ------------ | ------------ | ------ | ------ |
|      | Tania Cagnotto Francesca Dallapé | Italia        | 306.60       | 1            | 328.50 | 1      |
|      | Tina Punzel Nora Subschinski     | Germania      | 289.50       | 4            | 313.50 | 2      |
|      | Olena Fedorova Hanna Pysmenska   | Ucraina       | 298.80       | 2            | 307.20 | 3      |
| 4    | Diana Chaplieva Nadežda Bažina   | Russia        | 286.50       | 5            | 306.00 | 4      |
| 5    | Inge Jansen Uschi Freitag        | Paesi Bassi   | 278.10       | 6            | 302.70 | 5      |
| 6    | Hannah Starling Alicia Blagg     | Gran Bretagna | 291.27       | 3            | 297.87 | 6      |
| 7    | Iira Laatunen Taina Karvonen     | Finlandia     | 250.20       | 8            | 253.59 | 7      |
| 7    | Villő Kormos Flóra Gondos        | Ungheria      | 252.06       | 7            | 253.59 | 7      |
| 9    | Ioulianna Banousi Eleni Katsouli | Grecia        | 230.88       | 9            |        |        |